# Bankovka pět tisíc korun českých

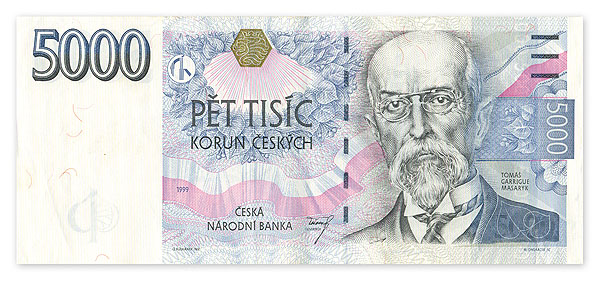
Bankovka 5 000 Kč zpředu

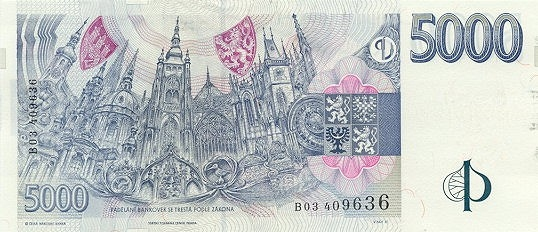
Bankovka 5 000 Kč zezadu

Bankovka pět tisíc korun českých, tedy bankovka o hodnotě 5000 korun, má mezi českými bankovkami nejvyšší hodnotu. Motiv bankovky navrhl a zároveň vytvořil Oldřich Kulhánek, stejně jako ostatní české bankovky. Na lícní straně bankovky je portrét prvního československého prezidenta Tomáše Garrigua Masaryka. Masaryk je zároveň i motivem vodoznaku. Na rubové straně je koláž známých českých a významných památek, jakými jsou Kostel svatého Mikuláše na Starém Městě v Praze, Katedrála svatého Víta, Václava a Vojtěcha a další. Bankovka je tištěna v šedo-modrých barvách a v pravém horním rohu má na lícní straně hmatovou značku pro nevidomé, jež má podobu tří vodorovných čar.

## Rozměry
Bankovka má rozměry 170 x 74 mm, je tedy nejširší česká bankovka, ale je stejně vysoká jako bankovka 1000 a 2000 Kč. Tolerance je ± 1,5 mm, šířka kuponu 44 mm.

## Vzory

### Vzor 1993
Vzor byl v oběhu od 15. 12. 1993 do 1. 7. 2001, výměna je možná od 1. 7. 2001 do odvolání pouze v ČNB.

### Vzor 1999
Vzor je v oběhu od 8. 9. 1999. Od staršího vzoru 1993 se liší  některými pozměněnými bezpečnostními prvky a písmenným označením série. Po ukončení platnosti bankovek po 100, 200, 500, 1000 a 2000 Kč z let 1995 až 1999 dnem 1. 7. 2022 se jedná o jedinou českou bankovku s tenkým stříbřitým bezpečnostním proužkem, která zůstává v platnosti.

### Vzor 2009
Vzor je v oběhu od 1. 12. 2009. Od starších vzorů 1993 a 1996 se liší  některými pozměněnými bezpečnostními prvky proti padělání, písmenným označením série a odlišnou stylizací vodoznaku doplněného o svislou hodnotovou číslici "5000".

### Vzor 2023
Vzor je v oběhu od 25. 10. 2023. Od staršího vzoru 2009 se liší zejména podpisem guvernéra emisní banky a změněným systémem číslování, kdy jsou nové bankovky opatřovány horizontálním a svislým číslovačem černé barvy v podobě "00X 000000", kde "X" značí libovolné sériové písmeno a "0" libovolnou číslici. Do té doby byly všechny české bankovky napříč všemi hodnotami opatřovány horizontálním a svislým číslovačem černé barvy v podobě "X00 000000", kde "X" značí libovolné sériové písmeno a "0" libovolnou číslici.